# ISO 3166-2:DZ
ISO 3166-2:DZ és el subconjunt per a Algèria de l'estàndard ISO 3166-2, publicat per l'Organització Internacional per Estandardització (ISO) que defineix els codis de les principals subdivisions administratives.
Actualment per a Algèria l'estàndard ISO 3166-2 està format per 48 províncies.
Cada codi es compon de dues parts, separades per un guió. La primera part és DZ, el codi ISO 3166-1 alfa-2 per a Algèria. La segona part són dos dígits:
- 01–31: províncies creades el 1974
- 32–48: províncies creades el 1983

Els codis per ambdós grups de províncies són assignats segons l'ordre de l'alfabet àrab.

## Codis actuals
Els noms de les subdivisions estan llistades segons l'ISO 3166-2 publicat per la "ISO 3166 Maintenance Agency" (ISO 3166/MA).

Mapa d'Algèria amb cada província etiquetada amb la segona part del seu codi ISO 3166-2.

| Codi  | Nom de la subdivisió (fr) | Nom de la subdivisió (ar) |
| ----- | ------------------------- | ------------------------- |
| DZ-01 | Adrar                     | أدرار                     |
| DZ-44 | Aïn Defla                 | عين الدفلى                |
| DZ-46 | Aïn Témouchent            | عين تموشنت                |
| DZ-16 | Alger                     | الجزائر                   |
| DZ-23 | Annaba                    | عنابة                     |
| DZ-05 | Batna                     | باتنة                     |
| DZ-08 | Béchar                    | بشار                      |
| DZ-06 | Bugia                     | بجاية                     |
| DZ-07 | Biskra                    | بسكرة                     |
| DZ-09 | Blida                     | البليدة                   |
| DZ-34 | Bordj Bou Arréridj        | برج بوعريريج              |
| DZ-10 | Bouira                    | البويرة                   |
| DZ-35 | Boumerdès                 | بومرداس                   |
| DZ-02 | Chlef                     | الشلف                     |
| DZ-25 | Constantine               | قسنطينة                   |
| DZ-17 | Djelfa                    | الجلفة                    |
| DZ-32 | El Bayadh                 | البيض                     |
| DZ-39 | El Oued                   | الوادي                    |
| DZ-36 | El Tarf                   | الطارف                    |
| DZ-47 | Ghardaïa                  | غرداية                    |
| DZ-24 | Guelma                    | قالمة                     |
| DZ-33 | Illizi                    | اليزي                     |
| DZ-18 | Jijel                     | جيجل                      |
| DZ-40 | Khenchela                 | خنشلة                     |
| DZ-03 | Laghouat                  | الأغواط                   |
| DZ-29 | Mascara                   | معسكر                     |
| DZ-26 | Médéa                     | المدية                    |
| DZ-43 | Mila                      | ميلة                      |
| DZ-27 | Mostaganem                | مستغانم                   |
| DZ-28 | Msila                     | المسيلة                   |
| DZ-45 | Naama                     | النعامة                   |
| DZ-31 | Oran                      | وهران                     |
| DZ-30 | Ouargla                   | ورقلة                     |
| DZ-04 | Oum el Bouaghi            | أم البواقي                |
| DZ-48 | Relizane                  | غليزان                    |
| DZ-20 | Saïda                     | سعيدة                     |
| DZ-19 | Sétif                     | سطيف                      |
| DZ-22 | Sidi Bel Abbès            | سيدي بلعباس               |
| DZ-21 | Skikda                    | سكيكدة                    |
| DZ-41 | Souk Ahras                | سوق أهراس                 |
| DZ-11 | Tamanrasset               | تمنراست                   |
| DZ-12 | Tébessa                   | تبسة                      |
| DZ-14 | Tiaret                    | تيارت                     |
| DZ-37 | Tindouf                   | تندوف                     |
| DZ-42 | Tipaza                    | تيبازة                    |
| DZ-38 | Tissemsilt                | تسمسيلت                   |
| DZ-15 | Tizi Ouzou                | تيزي وزو                  |
| DZ-13 | Tlemcen                   | تلمسان                    |

1. ↑  El nom en àrab en alfabet àrab no és inclòs a l'estàndard ISO 3166-2.